# Boekhouding
Boekhouding is een systematische, veelal dagelijkse, en chronologische neerslag van feiten met een financiële impact waarmee ondernemingen, personen en (overheids)instellingen te maken hebben door hun eigen handeling of door het geconfronteerd worden met een feit. Deze feiten, waaronder de betrokken bedragen, worden meestal bijgehouden in journaalposten. Iemand die in deze discipline werkzaam is, wordt een boekhouder of administrateur genoemd.
In de Angelsaksische landen wordt de term accounting gebruikt. Dit omvat boekhouding, debiteuren- en crediteurenadministratie en jaarverslaggeving. De verantwoordelijkheid voor de accounting in een organisatie ligt bij de accountingmanager, ook wel financieel manager of Hoofd Financiële Zaken genoemd.

## Algemeen
Boekhouden is het bijhouden van de in hun ondernemingen gedane uitgaven en verkregen ontvangsten, en de vermogenspositie van het bedrijf. De doelen hiervan zijn onder andere:
- Overzicht te hebben en te houden in de financiële positie van het bedrijf.
- Inzicht te krijgen in de winsten en verliezen.
- Afleggen van verantwoording over het gevoerde financiële beleid.
- Gegevens te leveren voor kostprijsbepaling en voorcalculaties en het uitbrengen van offertes.

De boekhouding krijgt vorm met een grootboek. Het grootboek bestaat uit rekeningen of kaarten waarop per soort financieel feit de waardeveranderingen worden weergegeven. Het grootboek wordt ingeboekt met journaalposten, ook wel "boekingen" genoemd. Het grootboek wordt op zijn beurt gebruikt om de jaarstukken te maken, bestaande uit:
- Jaarrekening: de balans en winst-en-verliesrekening, met toelichting en
- Jaarverslag: tekstuele toelichting bij de jaarrekening en verwachtingen.

De boekhouder wordt gecontroleerd door een accountant, die beroepsmatig jaarrekeningen controleert. Deze controle van jaarrekeningen wordt in Nederland uitgevoerd door een registeraccountant of een accountant-administratieconsulent, en in België door de bedrijfsrevisor.
De boekhouding wordt meestal gevoerd in een boekhoudprogramma. Hierin worden facturen (zowel inkoop- als verkoopfacturen) verwerkt, bankafschriften geboekt, en allerlei andere boekingen gedaan (hierbij valt de denken aan de salarisverwerking, of de activa-registratie). Naast de gewone grootboekadministratie kan men semiautomatisch een balans en resultatenrekening vervaardigen.

## Geschiedenis van de boekhouding

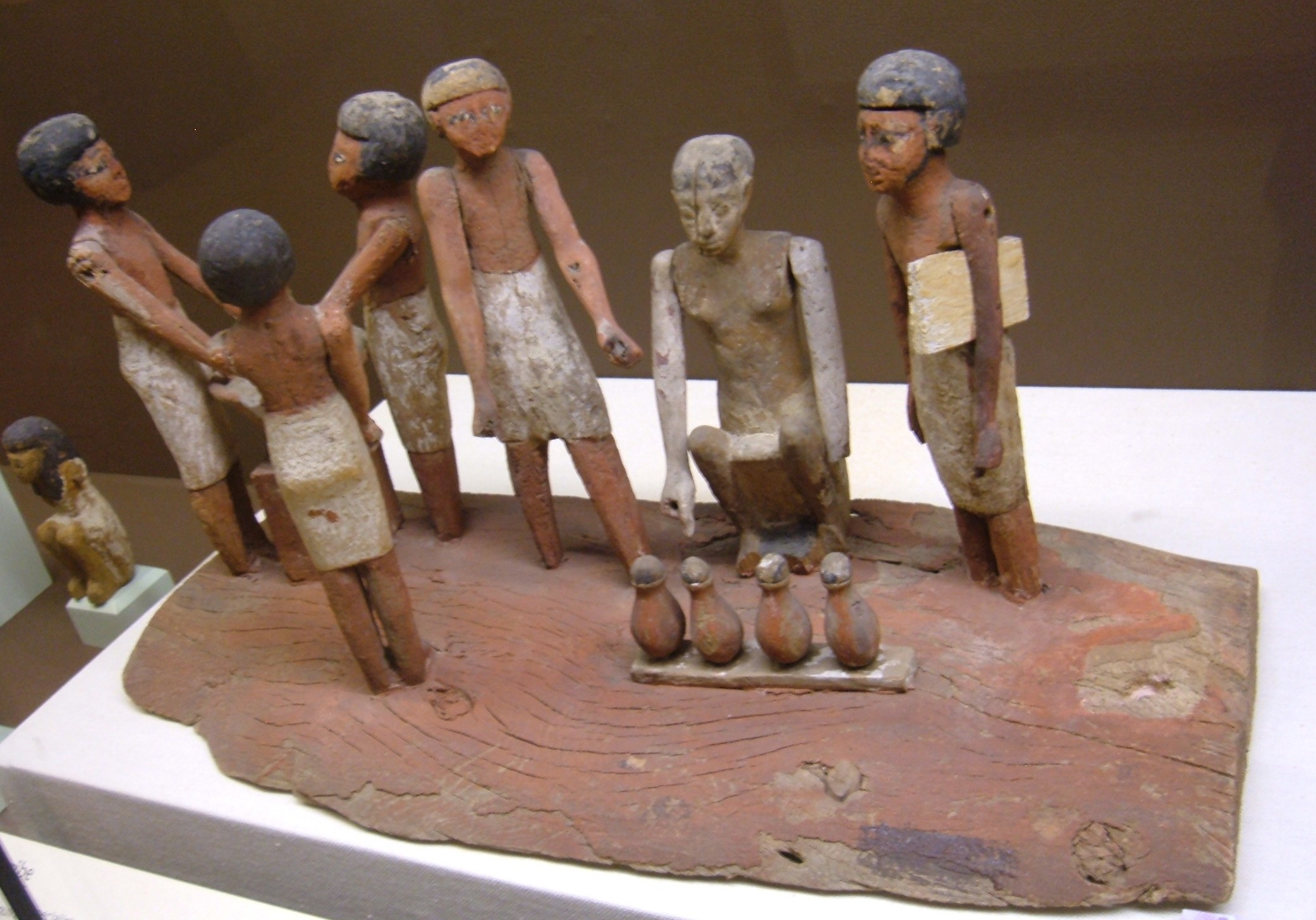
Houten model van bierbrouwers in het oude Egypte met rechts een boekhouder die de hoeveelheid bier telt.

Door de eeuwen heen hielden met name handelaren een boekhouding bij, teneinde een overzicht te hebben en houden van de in hun ondernemingen gedane uitgaven en verkregen ontvangsten, om uiteindelijk te komen tot een inzicht in de winsten en verliezen. Van de oudheid tot en met de middeleeuwen verliep dit op basis van enkel boekhouden, dat wil zeggen: zonder een grootboek te maken; de balans werd daarbij door inventarisatie vastgesteld. Er waren vele methoden van boekhouden. Deze zijn deels overgeleverd uit diverse culturen, onder meer uit Babylonië vanuit kleitabletten en uit het Oude Egypte vanuit papyrusrollen.

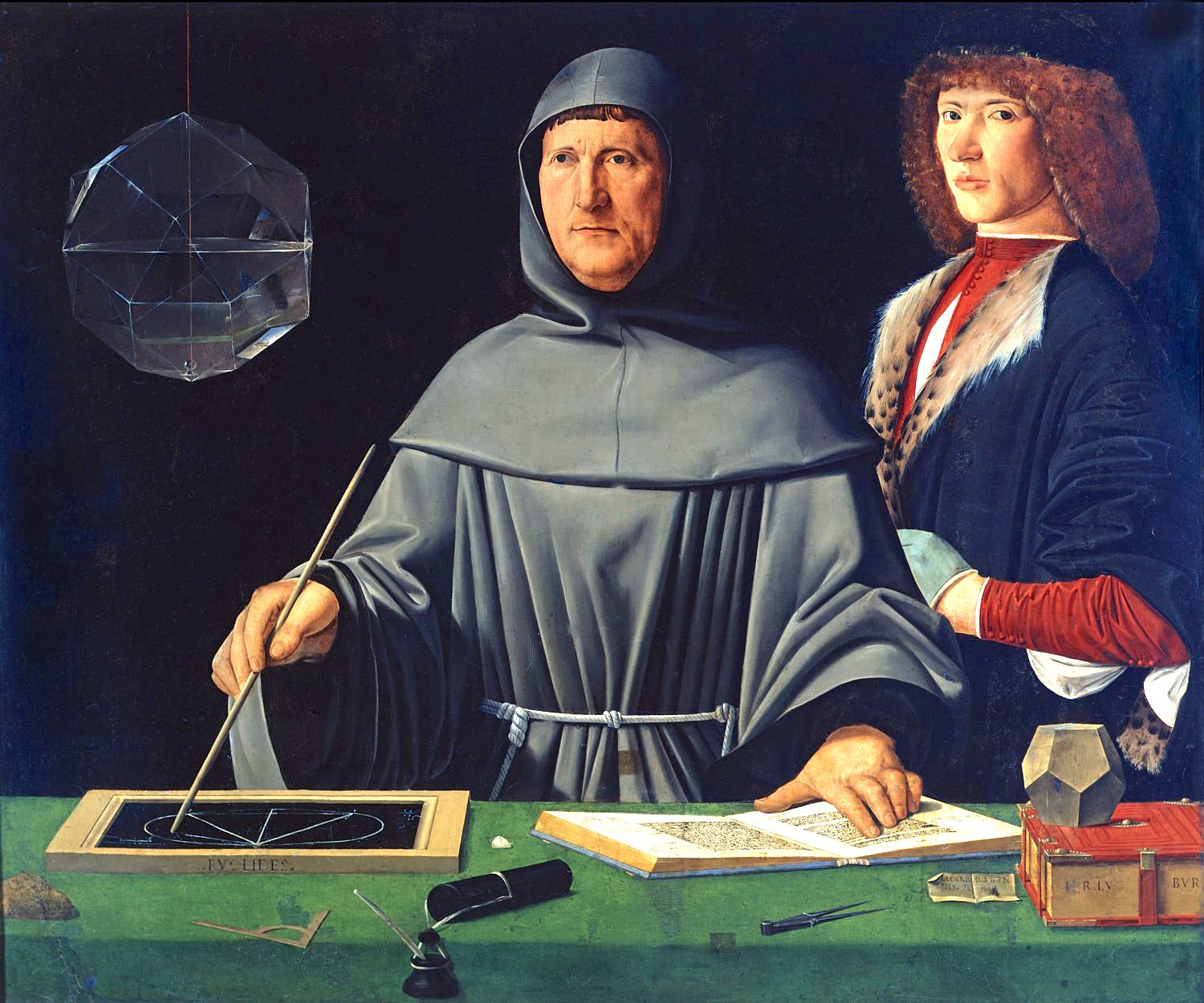
Portret van Luca Pacioli, 1495

In de renaissance ontstond in Italië voor het eerst het systeem met dubbel boekhouden. De eerste beschrijving van het dubbel boekhouden is gepubliceerd in 1494 in het boek Summa de Arithmetica Geometria Proportione et Proportionalita door de Italiaanse franciscaner monnik Luca Pacioli. Het dubbel boekhouden heeft als voordeel, dat door elke post op twee rekeningen te boeken, eventuele (enkelvoudige) fouten uiteindelijk altijd gevonden zullen worden. Daarnaast kan op ieder gewenst moment inzicht worden verkregen in de actuele stand van bezittingen en schulden.

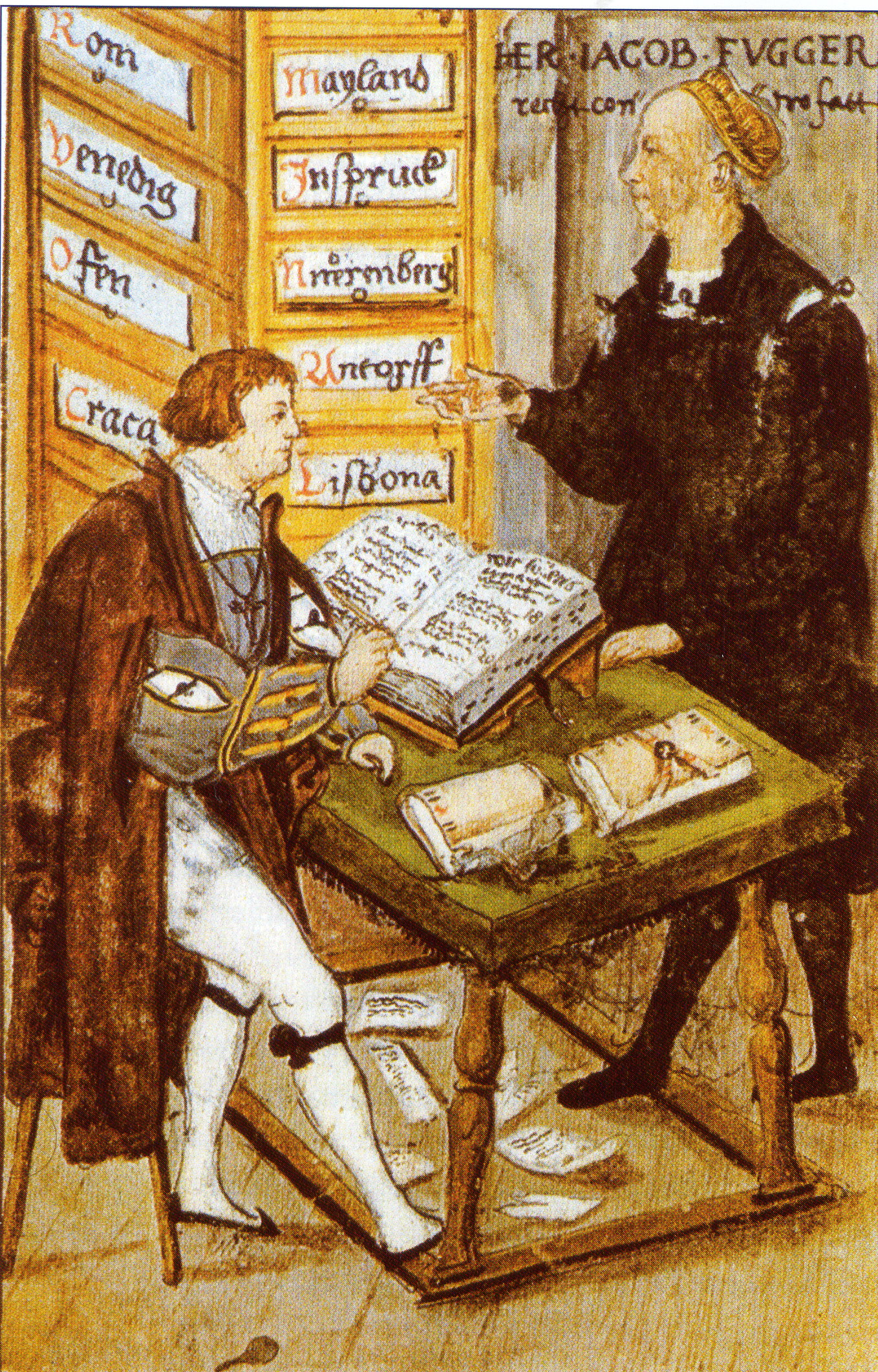
Duits koopman met zijn hoofdboekhouder, 1517.

In 1762 publiceerde de Oostenrijkse Hofrat Johann Matthias Puechberg in Einleitung zu einem verbesserten Kameral-Rechnungsfuße, auf die Verwaltung einer Kameral-Herrschaft angewandt, de nieuwe kameraalstijl. In de door hem beschreven methode worden naast de ontvangsten en uitgaven ook de opdrachten tot ontvangsten en uitgaven geboekt. Door de opdrachten (de soll-positie) te vergelijken met de daadwerkelijke ontvangsten en uitgaven (de ist-positie]) is een betere controle mogelijk. Bovendien kan de jaarrekening eerder opgemaakt worden, door voor de na het eind van het jaar nog niet geëffectueerde ontvangsten en uitgaven uit te gaan van de 'soll'posten.
Het systeem van dubbel boekhouden is echter lang omstreden gebleven. Zo stelde bijvoorbeeld L. Droogleever Fortuijn in 1868, dat het "dubbel-boekhouden noch geschikt is voor kleinhandelaars, noch voor winkeliers, noch voor fabrikanten, noch voor renteniers, noch voor landbouwers; het is alleen goed voor den groot-handelaar en daarom heet het dan ook koopmansboekhouden". Tot in die tijd was boekhouden voor de meeste bedrijven slechts een middel om achteraf het bedrijfsresultaat vast te stellen en dit gebeurde in de regel aan het eind van het jaar. Hoe dit resultaat tot stand was gekomen las men af uit de resultatenrekening, maar hoefde niet uit de boeken zelf te blijken. De meeste bedrijven hadden "waarschijnlijk nauwelijks inzicht in de opbouw van de kosten."
Het is tegenwoordig een eis van de overheid, dat een ondernemer een methode van boekhouden gebruikt zoals gangbaar binnen diens branche. In de praktijk is dat altijd een systeem gebaseerd op dubbel boekhouden. Verder dient de ondernemer "goed koopmansgebruik" te tonen.
Boekhoudingen werden tot een decennium geleden veelal gevoerd met behulp van standaard softwarepakketten op de eigen computer. Het grootbedrijf werkt nog vrijwel uitsluitend offline en onder zelfstandigen is Excel populair maar de meerderheid van het mkb werkt inmiddels via een online boekhoudprogramma. Veelal in combinatie met (toegang voor) een boekhouder, die gekoppeld is via een eigen internetapplicatie. In 2022 is het gebruik van online boekhoudprgramma's gestegen naar 29,8% onder eenmanszaken en 52,5% onder het midden- en kleinbedrijf. Hiervan gebruikt 62,5% een externe boekhouder (administratiekantoor).

## Basisbeginselen

### Enkel boekhouden
Enkel boekhouden of enkelvoudig boekhouden is het systeem waarin dagelijkse boekingen in dagboeken worden bijgehouden, waaruit meteen de jaarrekening wordt getrokken, zonder eerst een grootboek te maken.
De enkelvoudige boekhouding houdt ook enkel rekening met financiële bewegingen en niet met bewegingen van vorderingen en schulden. Het is dus niet mogelijk om rechtstreeks de balans te trekken van bezittingen, vorderingen en schulden, zoals in het dubbel boekhouden. Een resultatenrekening kan wel worden opgemaakt, want alle gedane kosten en ontvangen opbrengsten zijn genoteerd, maar alle te verwachten kosten, opbrengsten moeten worden bijgeteld.
Door de automatisering levert enkel boekhouden tegenwoordig vrijwel geen tijdsbesparing meer op.

### Dubbel boekhouden
Dubbel boekhouden is het gebruikelijke boekhoudkundige systeem waarin regelmatig de boekingen worden bijgehouden met ten minste twee registers, het journaal of dagboek en het grootboek. De registratie van elke financiële transactie wordt altijd dubbel geboekt. De rekeningen van het grootboek kennen een debet en een creditzijde. De totalen van alle debetbedragen moeten gelijk zijn aan die van de creditbedragen. Dit noemt men het boekhoudkundige evenwicht.
Met behulp van journaalposten kan een grootboek worden samengesteld en ten slotte de jaarrekening worden opgemaakt.
In een dergelijke boekhouding worden inkomsten en uitgaven dus gesplitst in twee delen:
1. de realisatie (van de verkoop, van de aankoop)(kosten of opbrengsten)
2. de betaling; via de bank, de kas... (uitgaven of inkomsten)

Om deze splitsing op te vangen worden vorderingen en schulden aangemaakt. Ze vormen de buffer tussen realisatie en betaling. Op basis van dubbel boekhouden kan niet alleen veel correcter worden bepaald welk het resultaat is van een boekjaar (winst of verlies), maar kan ook veel directer (door de dubbele notering) worden bepaald hoe het eigen vermogen evolueert. Er ontstaat bovendien een verschil tussen uitgaven (geldbeweging in min) en kosten, zo ook voor inkomsten (geldbeweging in meer) en opbrengsten, of een verschil tussen liquiditeitsstromen en resultaat (winst of verlies).

### Dubbele boekhouding
Dubbele boekhouding is de illegale praktijk, waarbij twee boekhoudingen worden bijgehouden:
- Op de onware wordt de belastingaangifte e.d. gebaseerd. Deze wordt beschikbaar gesteld bij controle door de fiscus of overige belanghebbende organisaties.
- De ware bevat de echte stand van zaken. Dit wordt ook wel de schaduwboekhouding genoemd.

De begrippen "dubbele boekhouding" en "dubbel boekhouden" lijken op elkaar, maar hebben dus een fundamenteel verschillende betekenis. 
In Vlaanderen wordt dubbele boekhouding ook door de overheid gebruikt als officiële term.

### Rekeningenstelsel
Het rekeningenplan of rekeningenstelsel is de lijst van grootboekrekeningen die in een boekhouding gebruikt worden. Een voorbeeld hiervan is het genormaliseerd rekeningstelsel, dat in België gehanteerd wordt. In Nederland is het Referentiegrootboekschema beschikbaar, maar niet dwingend voorgeschreven.

### Boekhoudstelsels
In de boekhouding kunnen twee boekhoudstelsels worden onderscheiden;
1. Kameralistische of kameraalstelsel waarin ontvangsten en uitgaven worden vastgelegd. Dit stelsel is gericht op het inkomen en de vertering daarvan. Daarbij wordt inkomen in aanmerking genomen op het moment dat het is ontvangen en vertering van inkomen op het moment van de uitgave. Nadeel van deze methode is, dat de boekhouding slecht controleerbaar is en de jaarrekening, de staat van ontvangsten en uitgaven, pas opgesteld kan worden als alle ontvangsten en uitgaven over de periode zijn gedaan.
2. Commerciële stelsel is gericht op de vaststelling van de omvang van het vermogen. Het commerciële stelsel kent twee methoden, het enkel boekhouden en het dubbel boekhouden. Uitgangspunt bij beide methoden is een inventaris van bezittingen en schulden, waaruit een balans wordt opgesteld. Met behulp van dagboeken worden waardeveranderingen vastgelegd, waaruit de balans aan het einde van de periode kan worden berekend. Deze balans wordt ter controle vergeleken met de inventarislijst die aan het eind van die periode is opgesteld.

## Europese regelgeving
De Europese instellingen hebben verschillende initiatieven genomen om de boekhoudwetgeving op Europees niveau te uniformiseren.  De belangrijkste zijn:

### Verordening (EG) nr. 1606/2002 van het Europees Parlement en de Raad
In de Europese Unie was het zeer belangrijk geworden om de financiële resultaten van beursgenoteerde ondernemingen vergelijkbaar te maken.  Dit was voornamelijk belangrijk om de bescherming van beleggers te waarborgen. Door de internationale normen van de International Accounting Standards Board inzake het aanmaken van jaarverslagen en jaarrekeningen toe te passen, wil zij het vertrouwen in de financiële markten bewaren en tezelfdertijd de grensoverschrijdende en internationale handel in effecten vergemakkelijken.
Om deze redenen werd door de Raad van de Europese Unie en het Europees Parlement op 11 september 2002 de Verordening (EG) nr. 1606/2002 betreffende de toepassing van internationale standaarden voor jaarrekeningen gepubliceerd.  Deze regelgeving voorzag in twee belangrijke bepalingen:
- Vanaf 1 januari 2005 moesten beursgenoteerde bedrijven bij het opstellen van hun geconsolideerde jaarrekeningen de IAS/IFRS[5]-normen toepassen, en
- op basis 6 van de verordening heeft de Europese Commissie het Accounting Regulatory Committee (ARC) opgericht. Deze commissie is samengesteld uit vertegenwoordigers van de Lidstaten en haar opdracht bestaat eruit advies te verstrekken over de voorstellen van de Commissie om een of meerdere internationale boekhoudkundige normen te aanvaarden overeenkomstig artikel 3 van de verordening.[6]

### Richtlijn 2013/34/EU
Om een modernisering van de financiële verslaggeving en lagere kosten voor de kleine ondernemingen te bekomen, hebben de Raad van de Europese Unie en het Europees Parlement op 26 juni 2013 de richtlijn 2013/34/EU betreffende de jaarlijkse financiële overzichten en aanverwante verslagen van bepaalde ondernemingsvormen aangenomen. Deze richtlijn werd aangenomen in het kader van de programma’s “Better regulation” en “Think small first: prioriteit aan de kmo’s” van de Europese Commissie. De richtlijn herneemt in één akte alle bepalingen die vroeger in de 4de en 7de boekhoudrichtlijnen stonden (Richtlijn 78/660/EEG van de Raad betreffende de jaarrekening van bepaalde vennootschapsvormen en Richtlijn 83/349/EEG betreffende de geconsolideerde jaarrekening).

## Wettelijke boekhoudplicht

### Nederland
De wettelijke verplichting tot het voeren van een boekhouding vloeit voort uit het burgerlijk wetboek boek 3 art. 15i lid 1:
Een ieder die een bedrijf of zelfstandig een beroep uitoefent, is verplicht van zijn vermogenstoestand en van alles betreffende zijn bedrijf of beroep, naar de eisen van dat bedrijf of beroep, op zodanige wijze een administratie te voeren en de daartoe behorende boeken, bescheiden en andere gegevensdragers op zodanige wijze te bewaren, dat te allen tijde zijn rechten en verplichtingen kunnen worden gekend. 
Voor rechtspersonen is een vergelijkbare bepaling opgenomen in Boek 2 van het Nederlandse Burgerlijk Wetboek, art. 10 lid 1:
Het bestuur is verplicht van de vermogenstoestand van de rechtspersoon en van alles betreffende de werkzaamheden van de rechtspersoon, naar de eisen die voortvloeien uit deze werkzaamheden, op zodanige wijze een administratie te voeren en de daartoe behorende boeken, bescheiden en andere gegevensdragers op zodanige wijze te bewaren, dat te allen tijde de rechten en verplichtingen van de rechtspersoon kunnen worden gekend.
Voor de heffing van de rijksbelastingen is een administratieplicht opgenomen in art. 52 leden 1 en 2 van de Algemene wet inzake rijksbelastingen:
1. Administratieplichtigen zijn gehouden van hun vermogenstoestand en van alles betreffende hun bedrijf, zelfstandig beroep of werkzaamheid naar de eisen van dat bedrijf, dat zelfstandig beroep of die werkzaamheid op zodanige wijze een administratie te voeren en de daartoe behorende boeken, bescheiden en andere gegevensdragers op zodanige wijze te bewaren, dat te allen tijde hun rechten en verplichtingen alsmede de voor de heffing van belasting overigens van belang zijnde gegevens hieruit duidelijk blijken.
2. Administratieplichtigen zijn: a. lichamen; b. natuurlijke personen die een bedrijf of zelfstandig een beroep uitoefenen, alsmede natuurlijke personen die belastbare winst uit onderneming als bedoeld in artikel 3.3 van de Wet inkomstenbelasting 2001 genieten; c. natuurlijke personen die inhoudingsplichtige zijn; d. natuurlijke personen die een werkzaamheid als bedoeld in de artikelen 3.91 en 3.92 van de Wet inkomstenbelasting 2001 verrichten.
De boekhoudplicht voor de rijksoverheid is in de Comptabiliteitswet 2016 geregeld.

### België

#### Boekhoudrecht
Art. III.82 WER:
Elke onderneming voert een voor de aard en omvang van haar bedrijf passende boekhouding en neemt de bijzondere wetsvoorschriften betreffende dat bedrijf in acht.

#### Fiscaal recht
Artikel 320/1, eerste lid van het Wetboek van de Inkomstenbelastingen van 1992 bepaalt dat elke Belgische vennootschap en buitenlandse vennootschappen met een vaste inrichting in België een boekhouding en een jaarrekening moet voeren en een inventaris moet opstellen in overeenstemming met het boekhoudrecht.
Niettemin kan een boekhouding die niet volledig voldoet aan de vereisten van het boekhoudrecht toch worden aanvaard als schriftelijk bewijs voor fiscale doeleinden. Boekhoudingen worden, zelfs als ze niet volledig juist zijn volgens het boekhoudrecht, toch aanvaard voor fiscale doeleinden voor zover:
1. de boeken en bescheiden een samenhangend geheel vormen aan de hand waarvan de belastbare inkomsten nauwkeurig kunnen worden bepaald; en
2. alle geschriften gestaafd worden door bewijsstukken (zoals facturen e.d.); en
3. alle geboekte cijfers overeenstemmen met de werkelijkheid.

## Boekhouden en bedrijfseconomie
De boekhouding verschaft informatie die gebruikt wordt voor bedrijfseconomische beslissingen. Men deelt het daarom vaak in bij bedrijfseconomie. Men moet echter bedacht zijn op twee fundamentele verschillen tussen beide disciplines: ten eerste houdt boekhouding zich bezig met feiten, terwijl economie zich richt op mogelijkheden en keuzes; ten tweede is boekhouden een ambacht met een lange traditie, terwijl economie een wetenschap is.
Men zou kunnen zeggen dat boekhouding het verhaal vertelt over wat er in het verleden is gebeurd, terwijl economie het optimale beleid probeert kiezen dat met enige waarschijnlijkheid een gunstige toekomst garandeert.

## Onderwijs
In Nederland zijn de basisbegrippen van het boekhouden opgenomen in de opleiding Praktijkdiploma Boekhouden (PDB). Een vervolgstudie op PDB is de opleiding Moderne Bedrijfsadministratie (MBA).